# 알레산드로 아고스티니
알레산드로 아고스티니(이탈리아어: Alessandro Agostini, 1979년 7월 23일 ~ )는 이탈리아의 전 축구 선수로, 현역 시절 포지션은 레프트 백이었다.